# Irene Esser
Irene Sofía Esser Quintero (sinh ngày 20 tháng 11 năm 1991 tại Ciudad Guayana, Bolívar) là một nữ diễn viên người Venezuela, người mẫu và thí sinh của cuộc thi sắc đẹp được trao vương miện Hoa hậu Venezuela 2011. Esser lớn lên ở Río Caribe, Sucre, Venezuela. Cô đại diện cho Venezuela trong Hoa hậu Hoàn vũ 2012, kết thúc cuộc thi với tư cách Á hậu 2.

## Cuộc sống cá nhân
Irene Esser sinh ra ở thành phố Puerto Ordaz, nhưng đã học tập và sinh sống ở thị trấn Río Caribe, bang Sucre, khi cô còn nhỏ. Cha của cô, Billy Esser Bonta, là một doanh nhân cacao nổi tiếng, chủ sở hữu của Hacienda Bukare, được thành lập vào năm 1997. Sau khi tốt nghiệp từ "Don Andres Bello High School" ở Carupano, cô chuyển đến Anh và tham gia một khóa học tại Shrewsbury College.

## Hoa hậu Venezuela 2011
Esser có chiều cao 1,79 m (5 ft 10 in), thi đấu giành danh hiệu Hoa hậu Tiểu bang Sucre, là một trong 24 thí sinh lọt vào cuộc thi sắc đẹp quốc gia Hoa hậu Venezuela 2011, được tổ chức vào ngày 15 tháng 10 năm 2011 tại Caracas. Tại cuộc thi này, cô nhận được danh hiệu Hoa hậu Thanh lịch và trở thành người chiến thắng danh hiệu Hoa hậu Venezuela thứ ba đến từ bang Sucre, giành quyền đại diện cho đất nước của mình tham gia cuộc thi Hoa hậu Hoàn vũ 2012.

## Hoa hậu Hoàn vũ 2012
Esser đại diện cho Venezuela tại cuộc thi Hoa hậu Hoàn vũ 2012 vào ngày 19 tháng 12 năm 2012 tổ chức tại Las Vegas, Nevada, Hoa Kỳ. Cô đã đạt danh hiệu Á hậu 2, sau Á hậu 1 Janine Tugonon (Philippines) và Hoa hậu Olivia Culpo (Hoa Kỳ).